# Список лётчиков-асов гражданской войны в Испании

Во время гражданской войны в Испании авиация активно применялась обеими сторонами, многие пилоты-истребители, представляющие различные страны, добились значительных достижений во время воздушных боёв. Ниже представлен список таких асов, одержавших пять и более воздушных побед.
Серым цветом выделены лётчики, погибшие во время конфликта. Звание Героя Советского Союза указано в случае награждения именно за участие в испанской гражданской войне.

## Республиканцы
Согласно советским документам, с 28 октября 1936 по 1 января 1939 года республиканские ВВС одержали 841 победу в воздушных боях. Кроме того, какое-то количество побед было одержано в июле, августе, сентябре и октябре 1936 года и в первые четыре месяца 1939 года.
Республиканские эскадрильи первоначально обозначались по фамилии командира (в случае смены командира эскадрилья, соответственно, меняла обозначение), позднее получили номера. «Именные» эскадрильи истребителей И-15, укомплектованные испанскими пилотами: Лакалье и Алонсо.

### Испанцы
| Фамилия, Имя                | Оригинал имени             | Часть                                                           | Победы личные | Победы в группе | Количество вылетов / воздушных боёв | Самолёт | Примечания                                                       |
| --------------------------- | -------------------------- | --------------------------------------------------------------- | ------------- | --------------- | ----------------------------------- | ------- | ---------------------------------------------------------------- |
| Сарауса Клавьер, Мануэль    | Manuel Zarauza Claver      | эскадрилья Лакалье; 1-я и 4-я эскадрильи 21 группы              | 23            |                 |                                     | И-16    | Командир 4-й аэ 21-й аг                                          |
| Моркильяс Рубио, Леопольдо  | Leopoldo Morquillas Rubio  | Баскская эскадрилья; 3-я и 4-я эскадрильи2 аэ 26 аг             | 21            |                 |                                     | И-15    | Командир 2-й аэ 26-й аг                                          |
| Ариас Ариас, Антонио        | Antonio Arias Arias        | 1-я аэ и 3-я аэ, 4-я аэ 21-й аг                                 | 9             | 6               |                                     | И-16    | Командир 4-й аэ 21-й аг после Сарауса                            |
| Кано Гарсия, Антонио        |                            |                                                                 | 12?           |                 |                                     |         |                                                                  |
| Агирре Лопес, Мануэль       | Manuel Aguirre López       | 1-я и 7-я аэ 21-аг                                              | 11            |                 |                                     | И-16    | Командир 1-аэ 21-й аг                                            |
| Лакалье Гарсиа, Андрес      | Andres García de la Calle  | эскадрильи Рычагова и Лакалье; 1 эскадрилья                     | 11            |                 |                                     | И-15    |                                                                  |
| Браво Фернандес, Хосе Мария | José Maria Bravo Fernández | 1-я и 3-я эскадрильи                                            | 10            |                 |                                     |         |                                                                  |
| Рамирес Браво, Эмилио       | Emilio Ramirez Bravo       | эскадрилья Лакалье; 4-я эскадрилья                              | 10            |                 |                                     |         |                                                                  |
| Комас Боррас, Хуан          | Juan Comas Borrás          | эскадрилья Лакалье; Баскская эскадрилья; 3-я эскадрилья 26-й аг | 10            |                 |                                     | И-15    | Командир 3-й аэ 26-й аг. Погиб в 1939 году                       |
| Самбудио Мартинес, Мигель   | Miguel Zambudio Martinez   | Баскская эскадрилья; 3-я эскадрилья 26-й группы                 | 10            |                 |                                     | И-15    |                                                                  |
| Висенте Бельтран, Родриго   | Rodrigo Vicente Beltran    |                                                                 | 10            |                 |                                     |         |                                                                  |
| Кортизо Бертоло, Сабино     | Sabino Cortizo Bertolo     | 4-я эскадрилья                                                  | 8             |                 |                                     |         | Погиб в 1939 году                                                |
| Фалько Сан-Мартин, Хосе     | José Falcón San Martín     | 3-я и 5-я эскадрильи; «эскадрилья ночных полётов»               | 8             |                 |                                     | И-16    |                                                                  |
| Мероньо Пельисер, Франциско | Francisco Meroño Pellicer  | 1-я аэ, 6-я аэ 21-й аг                                          | 7             |                 |                                     | И-16    | Командир 6-й аэ 21-й аг. Ещё +20 побед во ВМВ в составе ВВС РККА |
| дель Рио Креспо, Фелипе     | Felipe del Río Crespo      | Баскская эскадрилья; Северная эскадрилья                        | 7             |                 |                                     |         | Погиб в 1937 году                                                |
| Ларио Санчес, Хуан          | Juan Lario Sanchez         | 2-я и 4-я эскадрильи                                            | 7             |                 |                                     |         |                                                                  |
| Паскуаль Сантамария, Хосе   | José Pascual Santamaria    | 1-я эскадрилья                                                  | 6             |                 |                                     |         | Ещё +14 в ВМВ. Погиб в 1942 году                                 |
| Магрина Видаль, Рафаэль     | Rafael Magrina Vidal       | 2-я эскадрилья                                                  | 5             |                 |                                     |         | Погиб в 1937 году                                                |
| Перейро Перес, Хулио        | Julio Pereiro Peréz        | 2-я, 4-я и 5-я эскадрильи                                       | 5             |                 |                                     | И-16    |                                                                  |
| Ороско, Мануэль Ровира      | Manuel Rovira Orozco       |                                                                 | 5             |                 |                                     |         |                                                                  |

### Советские пилоты
«Именные» эскадрильи истребителей И-15, укомплектованные советскими пилотами: Рычагова (позднее Осадчего, потом Ерёменко); Туржанского (Северный фронт); Зоценко.
«Именные» советские эскадрильи истребителей И-16: Тархова (позднее Колесникова); Лакеева ; Мосейко; Ухова; Шевцова; Виноградова; Кузнецова; Лозыченко; Иванова: Семёнова; Ярошенко.
| Фамилия, Имя, Отчество           | Часть          | Победы личные | Победы в группе | Количество вылетов / воздушных боёв / боевой налёт (в часах) | Самолёт                               | Примечания |
| -------------------------------- | -------------- | ------------- | --------------- | ------------------------------------------------------------ | ------------------------------------- | --- |
| Ерёменко, Иван Трофимович        | аэ Ерёменко    | 9             |                 | -/-/260                                                      | И-15                                  | Одна ночная победа. По другим данным, 6 личных побед и 8 в группе, либо 7 личных побед и 5 в группе. В Испании в качестве военного советника руководил в разное время эскадрильей и группой И-15, а также истребительной авиацией в целом                                       |
| Рычагов, Павел Васильевич        | аэ Рычагова    | 8             |                 | -/-/105                                                      | И-15                                  | По другим данным, 6+20. После Испании занимал руководящие должности в ВВС РККА, расстрелян в 1941 году, позднее реабилитирован |
| Серов, Анатолий Константинович   | 1 аэ 26 аг     | 8             |                 | -/-/38/230-240                                               | И-15                                  | Одна ночная победа. По другим данным, 8 личных побед и 7 в группе. Руководил эскадрильей и группой И-15 |
| Грицевец, Сергей Иванович        | аэ Грицевца    | 6(7)          |                 | 88/42/115                                                    | И-16                                  | По другим данным, 30 личных побед и 7 в группе. Командир эскадрильи и группы И-16 |
| Глушенков, Никифор Эммануилович  | 5-я аэ 21-й аг | 5             | 5               | 80/14/-                                                      | И-16                                  | Командир 5-й аэ. |
| Черных, Сергей Александрович     |                | 5             | 2               | -/-/115                                                      | И-16                                  | |
| Зайцев, Александр Андреевич      | аэ Ухова       |               | 5               | 3                                                            | И-15, И-16                            | По данным Гагина и Быкова. |
| Федосеев, Михаил Андреевич       | аэ Туржанского | 5             |                 | 88/40/109                                                    | И-16                                  | По другим данным, имел 7 побед |
| Степанов, Андрей Михайлович      |                | 4             | 9               | 78/17/98                                                     | И-16                                  | Погиб в воздушном бою в апреле 1942 г. |
| Колесников, Константин Ильич     | аэ Колесникова | 4             | 3               |                                                              | И-16                                  | |
| Вихров, Тимофей Егорович         | 5-я аэ 21-й аг | 4             | 1               | -/-/145                                                      | И-16                                  | Командир 5-й аэ |
| Коробков, Павел Терентьевич      | 5-я аэ 21-й аг | 4             |                 | 90/32(36)                                                    | И-16                                  | По другим данным, 6 личных побед и 6 в группе. Командир 5-й аэ |
| Шмельков, Николай Иванович       | аэ Рычагова    | 4             | 2               | 49/-/66                                                      | И-15                                  | По другим данным, 5 личных побед и 5 в группе |
| Денисов, Сергей Прокофьевич      | аэ Тархова     | 3             | 4               | >200/                                                        | И-16                                  | По другим данным, 12 или 13 личных побед и 6 в группе |
| Иванов, Николай Семёнович        | аэ Иванова     | 3             | 2               | -/-/180-190                                                  | И-16                                  | По другим данным, 4 личных победы и 10 в группе. Погиб при испытании самолета. |
| Хара, Пётр Иванович              |                | 3             | 2               |                                                              | И-16                                  | Во время Великой Отечественной войны командовал 352-м иап |
| Путивко, Павел Ильич             |                | 3             | 2               | -/-/170                                                      | И-16                                  | 9 июля 1942 года подполковник П. И. Путивко погиб в авиационной катастрофе |
| Жердев, Николай Прокофьевич      |                | 3             | 0               | 70/15/-                                                      | И-16                                  | |
| Матюнин, Виктор Артемьевич       |                | 2             | 2               |                                                              | И-15                                  | Погиб 23 ноября 1941 г. |
| Емельяненко, Михаил Иванович     |                | 2             | 4               | 80/15/115                                                    |                                       | |
| Стариков, Александр Григорьевич  | 6-я аэ 21-й аг | 2             | 4               |                                                              | И-16                                  | Командир 6-й аэ. Погиб 27 января 1942 г. |
| Тарасов, Александр Игнатьевич    |                | 2             | 4               |                                                              | И-16                                  | Погиб 19 мая 1939 г. |
| Ковалевский, Антон Викентьевич   | 1-я аэ         | 3             |                 |                                                              | Loire 46, И-15                        | 3 победы на Loire 46. По другим данным, имел 5 побед. Погиб в воздушном бою над Малагой 1 февраля 1937 г. |
| Поляков, Сергей Николаевич       | 5-я аэ 21-й аг | 3             |                 | -/-/194                                                      | И-16                                  | По другим данным, имел 5 побед |
| Якушин, Михаил Нестерович        | 1-я аэ 26-й аг | 3             | ?               | -/25/180                                                     | И-15                                  | Одна ночная победа в ходе 8 ночных вылетов, имел несколько групповых побед. По другим данным, 5+1 |
| Герасимов, Николай Семёнович     |                | 3             |                 | 80/38/102                                                    | И-16                                  | Командир эскадрильи |
| Лакеев, Иван Алексеевич          | аэ Лакеева     | 2             | 2               | 312/50                                                       | И-16                                  | По другим данным, 12 личных побед и 20 в группе |
| Ухов, Валентин Петрович          | аэ Ухова       | 2             | 2               |                                                              | И-15, И-16                            | С февраля по май 1943 года командиром 32-го гвардейского истребительного авиационного полка входившего в дивизию под командованием Ухова был полковник В. И. Сталин. |
| Шестаков, Лев Львович            |                | 2             | 1               | 36/-/140                                                     | И-16                                  | По другим данным, 8 личных побед и 31 в группе |
| Пумпур, Пётр Иванович            |                | 2             |                 |                                                              | Dewoitine D.371, Loire 46, И-15, И-16 | По другим данным, имел 5 побед. В Испании в качестве военного советника руководил истребительной авиацией. Расстрелян в 1942 году, позднее реабилитирован |
| Копец, Иван Иванович             |                | 2             |                 |                                                              | Dewoitine D.371, Loire 46, И-15       | В Испании в качестве военного советника руководил в разное время группой И-15 и истребительной авиацией в целом. После Испании занимал руководящие должности в ВВС РККА. 22 июня 1941 года, узнав о количестве потерянных самолётов в частях под его командованием, застрелился |
| Соболев, Николай Григорьевич     | 1-я аэ 26-й аг | 2             |                 | -/-/205-210                                                  | И-15                                  | По другим данным, 10 личных побед и 6 в группе |
| Фёдоров, Иван Евграфович         | 5-я аэ 21-й аг | 2             |                 | -/-/180-190                                                  | И-16                                  | По другим данным, 11 личных побед и 13 в группе |
| Шубиков, Арсений Владимирович    | 3-я аэ 21-й аг | 2             |                 | 25/-/120                                                     | И-16                                  | По другим данным, 7 побед. Погиб 23 октября 1941 г. |
| Смоляков, Платон Николаевич      | 2-я аэ 21-й аг | 2             |                 | -/29/130                                                     | И-16                                  | По другим данным, 6 личных побед и 12 в группе |
| Смирнов, Борис Александрович     | 4-а 21-й агэ   | 2             |                 | -/-/200                                                      | И-16                                  | По другим данным, 5 побед |
| Агафонов, Павел Алексеевич       | аэ Рычагова    | 2             |                 |                                                              | И-15                                  | Согласно собственным словам, одержал 5 личных победы и 3 в составе звена |
| Степанов, Евгений Николаевич     | 1-я аэ 26-й аг | 1             |                 | -/16/100                                                     | И-15                                  | По другим данным 8 или 10 или 12 побед, в том числе ночные. Совершил первый в мире ночной таран. Командир эскадрильи и группы И-15 |
| Акуленко, Прокопий Семёнович     | 2-я аэ 21-й аг | 1             | 1               |                                                              | И-16                                  | Согласно собственным мемуарам, одержал 6 личных побед и 7 в группе |
| Финн, Илья Александрович         |                | 1             |                 |                                                              | И-15                                  | По другим данным, 5 побед. Погиб в авиакатастрофе в ночь с 25 на 26 октября 1937 г. |
| Буряк, Иван Маркиянович          |                | 1             | 5               | -/38/131                                                     | И-16                                  | |
| Захаров, Георгий Нефёдович       | аэ Рычагова    | 1             | 2               |                                                              | И-15                                  | По другим данным, 6 личных побед и 4 в группе |
| Девотченко, Иван Георгиевич      | 3-я аэ 21-й аг | 1             |                 | -/30/140                                                     | И-16                                  | По другим данным, 8 побед |
| Морозов, Андрей Михайлович       |                | ?             | 6               |                                                              | И-16                                  | Командир эскадрильи. Погиб в авиакатастрофе 28 июля 1942 г. |
| Мирошниченко, Николай Иванович   |                | ?             | 2               |                                                              | И-15                                  | По собственным словам, имел 4 личных победы и 3 в составе звена |
| Кондрат, Емельян Филаретович     |                | ?             | 2               |                                                              | И-15                                  | По собственным словам, имел 3 личных победы и 3 в группе |
| Бобров, Владимир Иванович        | 2-я аэ 21-аг   | ?             | 13              | 78/8/97                                                      | И-16                                  | Имел несколько личных побед; по другим данным, всего побед 13 лично и 4 в группе |
| Осипенко, Александр Степанович   | 1-я аэ 26-й аг | ?             | ?               | -/30/96                                                      | И-15                                  | Не вёл учёта своих побед, руководимая им эскадрилья одержала 26 побед; по другим данным, 17 личных побед и 34 в группе |
| Солдатенко(в), Игнатий Семёнович |                |               |                 |                                                              |                                       | По некоторым данным, 9 побед |
| Ковенев, Фёдор Дмитриевич        |                |               |                 |                                                              | И-16                                  | По некоторым данным, 8 побед. Погиб в воздушном бою 10 марта 1938 г. |
| Скляров, Виктор Дмитриевич       | 2-аэ 21-й аг   |               |                 |                                                              | И-16                                  | По некоторым данным, 7 личных побед и 9 в группе. Погиб в воздушном бою 30 декабря 1937 г. |
| Денисов, Алексей Александрович   | 3-я аэ         |               |                 | -/10/40-45                                                   | И-16                                  | По некоторым данным, имел 7 побед |
| Туржанский, Борис Александрович  | аэ Туржанского |               |                 |                                                              | И-15                                  | По некоторым данным, имел 6 побед |
| Хомяков, Валентин Иванович       |                |               |                 |                                                              | И-15                                  | По некоторым данным, имел 6 побед |
| Тархов, Сергей Фёдорович         | аэ Тархова     |               |                 |                                                              | И-16                                  | По некоторым данным, имел 5 побед |
| Осадчий, Александр Петрович      | аэ Осадчего    |               |                 |                                                              | И-15                                  | По некоторым данным, имел 5 побед. Командир эскадрильи и группы И-15 |
| Евсевьев, Иван Иванович          |                |               |                 |                                                              | И-16                                  | По некоторым данным, 4 личных победы и 12 в группе |
| Найденко, Василий Михайлович     |                |               |                 |                                                              |                                       | По некоторым данным, 3 личных победы и 6 в группе |
| Соколов, Иван Васильевич         | аэ Тархова     |               |                 |                                                              | И-16                                  | По некоторым данным, 3 личных победы и 4 в группе |
| Лисин, Василий Тимофеевич        | 2-я аэ         |               |                 | -/24/100                                                     | И-16                                  | По некоторым данным, 2 личных победы и 6 в группе. Командир 2-й аэ и группы И-16. |

### Добровольцы из различных стран
| Фамилия, Имя                                             | Оригинал имени                                  | Часть                                               | Победы личные | Победы в группе | Количество вылетов / воздушных боёв | Самолёт         | Примечания                                                 |
| -------------------------------------------------------- | ----------------------------------------------- | --------------------------------------------------- | ------------- | --------------- | ----------------------------------- | --------------- | ---------------------------------------------------------- |
| Гиде, Абель                                              | Abel Guides                                     |                                                     | 10            |                 |                                     |                 | Погиб в 1937 году                                          |
| Тинкер, Фрэнк Глазго                                     | Frank Glasgow Tinker                            | «La Patrulla Americana», аэ Лакалье, аэ Колесникова | 8             |                 |                                     | И-15, И-16      | 3 победы на И-15 и 5 на И-16. Покончил с собой в 1939 году |
| Ферак, Ян                                                | Jan Ferák                                       |                                                     | 7             |                 |                                     |                 | Погиб в 1942 году                                          |
| Тарасона Торан, Франциско                                | Francisco Tarazona Toran                        |                                                     | 6             |                 |                                     |                 |                                                            |
| Петрович, Божидар (Бошко)                                | Божидар Бошко Петровић / Božidar Boško Petrović | 1-я истребительная эскадрилья                       | 5             | 3               |                                     | И-15            | Погиб 18 июля 1937 года                                    |
| Лабусье, Вильям                                          | William Laboussiere                             |                                                     | 5             |                 |                                     |                 |                                                            |
| Рено, [имя неизвестно]                                   | Rayneau                                         |                                                     | 5             |                 |                                     |                 |                                                            |
| Даль, Гарольд                                            | Harold E. Dahl                                  |                                                     | 5             |                 |                                     |                 | Погиб в 1956 году                                          |
| Короуз, Вальтер                                          |                                                 | аэ Еременко                                         | 5             |                 |                                     | Ньюпор 52, И-15 |                                                            |
| Добиаш, Том                                              |                                                 | аэ Еременко                                         | 5             |                 |                                     | Ньюпор 52, И-15 |                                                            |
| Баумлер, Альберт                                         | Albert J. Baumler                               |                                                     | 4             | 1               |                                     |                 |                                                            |
| Дарр, Жан                                                | Jean Darre                                      |                                                     | 3             |                 |                                     |                 | По другим данным, 10 побед                                 |
| "Горонов", [Вълкан Симеонович Горанов (Захари Захариев)] |                                                 |                                                     | 22            | 22              |                                     |                 |                                                            |

## Националисты
Всего за войну лётчиками-националистами заявлено 1311—1312 подтверждённых побед, ещё 238 — неподтверждённые. 
Согласно советским документам, республиканские ВВС с 28 октября 1936 по 1 января 1938 года потеряли 531 самолёт, из них 258 в воздушных боях (данные не охватывают самолёты несоветского производства, кроме того, какое-то количество самолётов было потеряно в первые четыре месяца 1939 года).

### Испанцы
Всего за войну испанскими лётчиками-националистами заявлено 294—295 подтверждённых победы.
| Фамилия, Имя                       | Оригинал имени                                    | Часть                        | Победы личные | Победы в группе | Количество вылетов / воздушных боёв | Самолёт                    | Примечания |
| ---------------------------------- | ------------------------------------------------- | ---------------------------- | ------------- | --------------- | ----------------------------------- | -------------------------- | --- |
| Гарсиа-Морато, Хоакин              | Joaquín García-Morato y Castano                   | Patrulla Azul, 2-G-3, 3-G-3  | 40            |                 |                                     | NiD 52, He 51, CR.32       | В разное время командовал группами 2-G-3 и 3-G-3, 1-й авиабригадой. Наиболее результативный ас конфликта. Погиб в 1939 году в авиакатастрофе |
| Сальвадор Диас-Бенхумеа, Хулио     | Julio Salvador Diáz-Benjumea                      | 2-G-3                        | 24            | 1               |                                     | CR.32                      | |
| Васкес Сагастизабаль, Мануэль      | Manuel Vázquez Sagastizábal                       | 2-G-3                        | 21            | 1               |                                     | CR.32                      | |
| Гарсия Лопес, Аристид              | Arístides García López                            | 2-G-3, 8-E-3                 | 17            |                 |                                     | CR.32                      | |
| Салас Ларрасабаль, Анхель          | Ángel Salas Larrazábal                            | 2-G-3                        | 16            | 1               |                                     | CR.32                      | |
| де Хемрикюр де Грюн, Рудольф       | Rodolphe Ghislain Charles de Hemricourt de Grunne | 3-G-11, 1-G-2, 4-G-12, 2-G-3 | 14            |                 |                                     | He 46, He 51, Ro.37, CR.32 | Все победы на CR.32. Во время ВМВ летал в составе бельгийских и британских ВВС, пропал без вести в 1941 году. Иногда указывается 10 побед    |
| Герейро Гарсиа, Мигель             | Miguel Guerrero García                            | 2-G-3                        | 13            |                 |                                     | CR.32                      | |
| Хевиа, Гонсало                     | Gonzalo Hevia Alvarez de Quiñones                 |                              | 12            |                 |                                     |                            | Во время ВМВ летал в составе Escuadrilla Azul на Fw-190, заявлено о сбитых 2 Ла-5; 2 Лагг-3; 1 Як-9.                                         |
| Гарсиа Пардо, Мигель               | Miguel García Pardo                               | 2-G-3, 5-G-5                 | 12            |                 |                                     | CR.32, He 112              | Командир группы 5-G-5. Одна победа на He-112 (единственная победа на самолётах данного типа в Испании)                                       |
| Веласко Фернандес Неспраль, Хоакин | Joaquín Velasco Fernández Nespral                 | 3-G-3                        | 11            |                 |                                     | CR.32                      | |
| Байо Алессандри, Карлос            | Carlos Bayo Alessandri                            | 2-G-3                        | 10            |                 |                                     | CR.32                      | |
| Ибаррече Арьяга, Эстебан           | Esteban Ibarreche Arriaga                         | 2-G-3                        | 7             |                 |                                     | CR.32                      | |
| Альенде Исаси, Хавьер              | Javier Allende Isasi                              | 2-G-3                        | 7             |                 |                                     | CR.32                      | |
| Лариос-и-Фернандес, Хосе           | José Larios y Fernández                           | 3-G-3                        | 6             |                 |                                     | CR.32                      | |
| О’Коннор Вальдивиельсо, Эмелио     | Emelio O'Connor Valdivielso                       | 3-G-3                        | 6             |                 |                                     | CR.32                      | |
| Алькосер Морено-Абелья, Луис       | Luis Alcocer Moreno-Abellá                        | 2-G-3                        | 5             |                 |                                     | CR.32                      | |
| Сестерос Гарсия, Абундио           | Abundio Cesteros García                           | 2-G-3                        | 5             |                 |                                     | CR.32                      | |
| Манрике Гарридо, Антонио           | Antonio Manrique Garrido                          | 2-G-3                        | 5             |                 |                                     | CR.32                      | |
| Мунтадас Кларамунт, Хорхе          | Jorge Muntadas Claramunt                          | 2-G-3, 3-G-3                 | 5             |                 |                                     | CR.32                      | |
| Мурсия Рубио, Хавьер               | Javier Murcia Rubio                               | 2-G-3, 3-G-3                 | 5             |                 |                                     | CR.32                      | |
| Симон Гарсия, Рафаэль              | Rafael Simón García                               | 2-G-3                        | 5             |                 |                                     | CR.32                      | |

### Итальянцы
Всего за войну итальянскими лётчиками заявлено 703 подтверждённых (по другим данным — 903) и 173 неподтверждённых победы.
| Фамилия, Имя            | Оригинал имени          | Часть                      | Победы личные | Победы в группе | Количество вылетов / воздушных боёв | Самолёт | Примечания |
| ----------------------- | ----------------------- | -------------------------- | ------------- | --------------- | ----------------------------------- | ------- | --- |
| Бонзано, Марио          | Mario Bonzano           |                            | 15            |                 |                                     | CR.32   | |
| Мантелли, Адриано       | Adriano Mantelli        |                            | 15            |                 |                                     | CR.32   | По другим данным, имел 9 побед |
| ди Монтеньякко, Брунето | Brunetto di Montegnacco | 1-я и 3-я эскадрильи       | 14            |                 |                                     | CR.32   | |
| Пресель, Гвидо          | Guido Presel            |                            | 13            |                 |                                     | CR.32   | Погиб в 1937 году |
| Риччи, Коррадо          | Corrado Ricci           |                            | 10            |                 |                                     | CR.32   | По другим данным, имел 2 победы |
| Нобили, Гвидо           | Guido Nobili            | 2-я и 18-я эскадрильи      | 10            |                 |                                     | CR.32   | Погиб в 1943 году |
| Романьоли, Карло        | Carlo Romagnoli         |                            | 9             |                 |                                     | CR.32   | |
| Зотти, Андреа           | Andrea Zotti            | XXIII группа               | 9             |                 |                                     | CR.32   | Командир XXIII группы. Погиб во время ВМВ в авиакатастрофе 16.3.1940; S.73 из состава Avio Linee Italiane врезался в склон вулкана Стромболи; среди 5 погибших также была писательница Мура. |
| Ченни, Джузеппе         | Guiseppe Cenni          | 1-я и 5-я эскадрильи       | 7             |                 |                                     | CR.32   | В годы ВМВ командир 5º Stormo, погиб 4.9.43 в бою со «Спитфайрами» из британских 111-й и 243-й эскадрилий, награждён Золотой медалью за храбрость.                                           |
| Ботто, Эрнесто          | Ernesto Botto           | 32-я эскадрилья            | 7(5)          |                 |                                     | CR.32   | По другим данным, имел 4 победы |
| Сейдл, Рикардо Эмо      | Ricardo Emo Seidl       |                            | 6             |                 |                                     | CR.32   | |
| Франко, Армандо         | Armando François        | 24-я эскадрилья            | 6             |                 |                                     | CR.32   | |
| Басчиротто, Джанлино    | Gianlino Baschirotto    | 1-я, 4-я и 24-я эскадрильи | 5             | 6               |                                     | CR.32   | |
| Аурили, Джузеппе        | Guiseppe Aurili         | 24-я эскадрилья            | 5             |                 |                                     | CR.32   | |
| Байлон, Джузеппе        | Giuseppe Baylon         |                            | 5             |                 |                                     | CR.32   | |
| Каселли, Джильберто     | Gilberto Caselli        | 20-я эскадрилья            | 5             |                 |                                     | CR.32   | Погиб в 1937 году |
| Дельи Инцерти, Энрико   | Enrico Degli Incerti    | 1-я и 20-я эскадрильи      | 5             |                 |                                     | CR.32   | |
| Монти, Луиджи           | Luigi Monti             | 24-я эскадрилья            | 5             |                 |                                     | CR.32   | |
| Ремондино, Альдо        | Aldo Remondino          |                            | 5             |                 |                                     | CR.32   | |
| Тессари, Арриго         | Arrigo Tessari          |                            | 5             |                 |                                     | CR.32   | |
| Зотти, Никола           | Nicola Zotti            |                            | 5             |                 |                                     | CR.32   | |
| Лючини, Франко          | Franco Lucchini         | 19-я эскадрилья            | 5             |                 |                                     | CR.32   | По другим данным, имел одну победу |
| Руззин, Джузепе         | Giuseppe Ruzzin         | XXIII группа               | 4             | 4               |                                     | CR.32   | |

### Немцы
Всего за войну немецкими лётчиками заявлено 314 подтверждённых и 65 неподтверждённых победы.
| Фамилия, Имя              | Оригинал имени            | Часть     | Победы личные | Количество вылетов / воздушных боёв | Самолёт           | Примечания                                                                        |
| ------------------------- | ------------------------- | --------- | ------------- | ----------------------------------- | ----------------- | --------------------------------------------------------------------------------- |
| Мёльдерс, Вернер          | Werner Mölders            | 3.J/88    | 14            | ок. 100                             | Bf.109B, Bf.109D  | Командир 3.J/88                                                                   |
| Шелльман, Вольфганг       | Wolfgang Schellmann       | 1.J/88    | 12            |                                     |                   | Командир 1.J/88 19.12.1937-                                                       |
| Хардер, Харро             | Harro Harder              | 1.J/88    | 11            |                                     | Bf.109B           | Командир 1.J/88 6.04-18.12.1937                                                   |
| Боддем, Петер             | Peter Boddem              | 2.J/88    | 10            |                                     | Bf.109B           | Погиб в авиакатастрофе в 1939 году                                                |
| Зайлер, Рейнхард          | Reinhard Seiler           | 2.J/88    | 9             |                                     | Bf.109B           |                                                                                   |
| Бертрам, Отто             | Otto Bertram              |           | 9             |                                     | Bf.109D           |                                                                                   |
| Энсслен, Вильгельм        | Wilhelm Ensslen           |           | 9             |                                     |                   |                                                                                   |
| Илефельд, Герберт         | Herbert Ihlefeld          | 2.J/88    | 9             |                                     | Bf.109B           |                                                                                   |
| Эзау, Вальтер             | Walter Oesau              | Stab./J88 | 8             | 130/-                               |                   |                                                                                   |
| Майер, Ганс-Карл          | Hans-Karl Mayer           | 1.J/88    | 8             |                                     |                   |                                                                                   |
| Кнюппель, Гервиг          | Herwig Knüppel            | 4.J/88    | 8             |                                     | He.51B, Bf.109V-4 | Командир 4.J/88                                                                   |
| Бальтазар, Вильгельм      | Wilhelm Balthasar         |           | 7             |                                     |                   | 3 февраля 1938 года одержал четыре победы в одном бою                             |
| Тицен, Хорст              | Horst Tietzen             |           | 7             |                                     |                   |                                                                                   |
| Грабман, Вальтер          | Walter Grabmann           | Stab./J88 | 7             |                                     | Bf.109D, Bf.109Е  | Командовал истребительной группой легиона «Кондор» (Jagdgruppe 88) после Хандрика |
| Эберхард, Крафт           | Kraft Eberhardt           | 4.J/88    | 7             |                                     | He.51B            | Погиб в 1936 году. Командир 4.J/88                                                |
| Шоб, Герберт              | Herbert Schob             |           | 6             |                                     | Bf.109Е           |                                                                                   |
| Пингель, Рольф            | Rolf Pingel               |           | 6             | 200/-                               | Bf.109B           |                                                                                   |
| Рохель, Курт              | Kurt Rochel               |           | 6             |                                     |                   |                                                                                   |
| Лютцов, Гюнтер            | Günther Lützow            | 2.J/88    | 5             |                                     | Bf.109B           | Командир 2.J/88                                                                   |
| Траутлофт, Ханнес         | Hannes Trautloft          |           | 5             |                                     | He.51B, Bf.109V-3 |                                                                                   |
| Липерт, Вольфганг         | Wolfgang Lippert          |           | 5             |                                     |                   |                                                                                   |
| Хандрик, Готард           | Gotthard Handrick         | Stab./J88 | 5             |                                     | Bf.109B, Bf.109D  | Командир Jagdgruppe 88 (18.07.1937 — 10.09.1938)                                  |
| Браунширн, Георг          | Georg Braunshirn          |           | 5             |                                     |                   |                                                                                   |
| Шуггар, Вильгельм         | Wilhelm Szuggar           |           | 5             |                                     | Bf.109B           |                                                                                   |
| Шлихтинг, Йоахим          | Joachim Schlichting       |           | 5             |                                     |                   |                                                                                   |
| фон Хувальд, Вольф-Генрих | Wolf-Heinrich von Houwald |           | 5             |                                     |                   |                                                                                   |

## Условные обозначения
«1.J/88» — первая эскадрилья истребительной группы Легиона «Кондор» (Jagdgruppe 88). Остальные эскадрильи обозначались аналогичным образом.

«2-G-3» — обозначение авиагрупп испанских националистов. Первая цифра — номер группы, литера G — исп. Grupo, вторая цифра обозначала тип самолёта (2 — He 51, 3 — CR.32, 5 — Bf 109 и He 112).

«8-E-3» — обозначение эскадрильи испанских националистов. Аналогично обозначению авиагрупп, но литера G заменена на Е: исп. Escuadrilla.

«Stab./J88» — штабное звено Jagdgruppe 88.

## Комментарии
1. ↑  У Гагина указано отчество Иванович.
2. ↑  Личные и групповые вместе.